# Bedlinog
Bedlinog är en community i Storbritannien.   Den ligger i kommunen Merthyr Tydfil och riksdelen Wales, i den södra delen av landet, 220 km väster om huvudstaden London.
De två största samhällena är Bedlinog och Trelewis. Trelewis är en del av tätorten Treharris. 